# 1649年哲學
1649年哲學事件  

## 事件

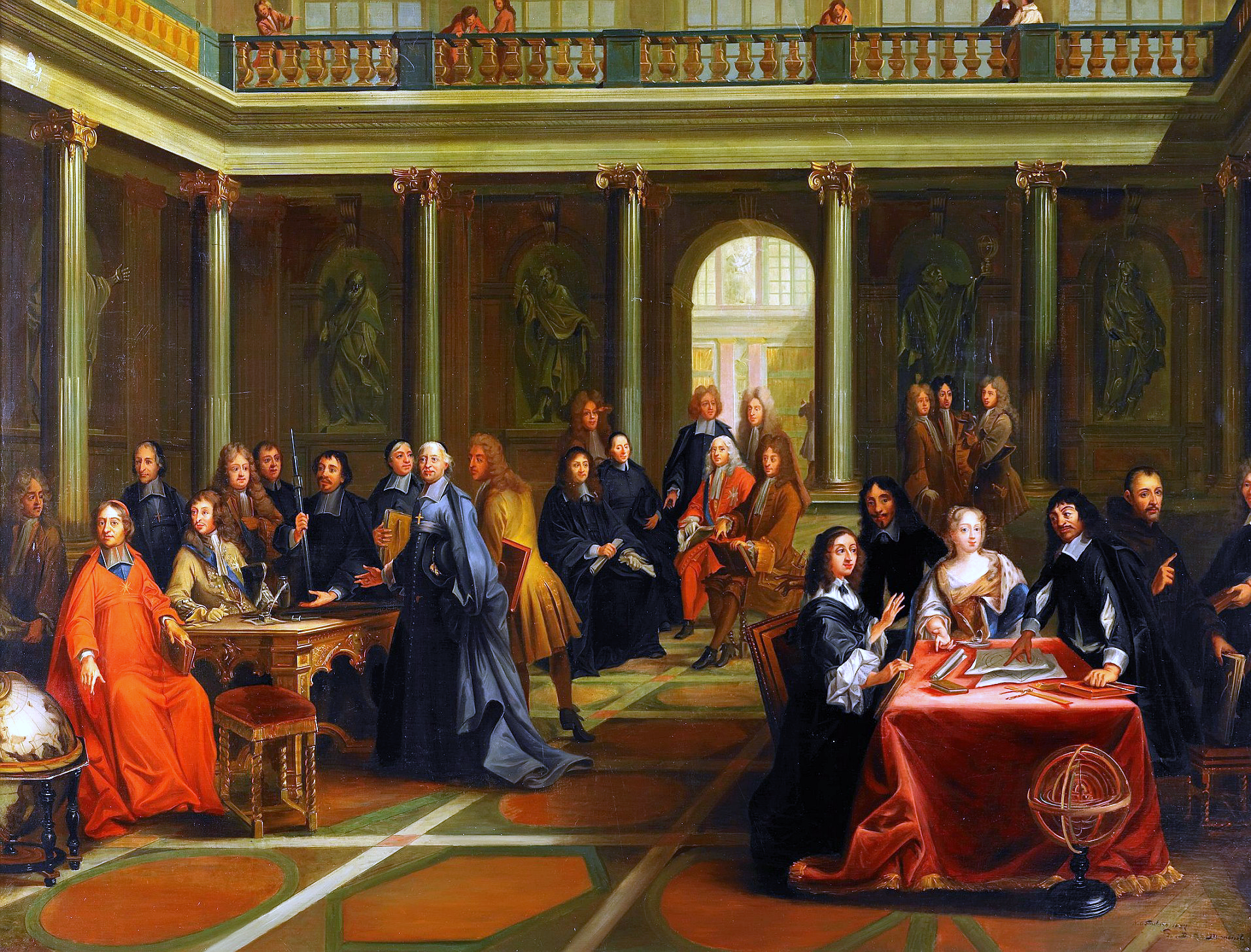
克里斯蒂娜女王邀請法國哲學家勒内·笛卡尔。

- 克里斯蒂娜女王 （在位期間1633–1654）邀請洞悉天主教的笛卡尔教授哲學觀念，笛卡爾於1649年10月4日抵達，教授女王四個月後感染肺炎，十天後於1650年2月去世，享年54歲。關於他的病情有很多陰謀說，有人認為是水土不服，天氣寒冷，有人則認為是女王嚴苛的安排行程[1]，德國學者發表了一本質疑這個說法的書，並提出了其真實性的反對論據。[2][3]

## 著作
- 勒内·笛卡尔 - 《論靈魂的激情（英语：Passions of the Soul）》[4]
- 皮埃尔·伽桑狄 - 《Animadversiones》[5][6]
- 约翰·弥尔顿 - 《论国王与官吏的职权（英语：Tenure of Kings and Magistrates）》[7]

## 出生
- 5月30日 – 雅各布·馬提尼（德语：Jakob_Martini） 德國路德神學家和哲學家，死於1570年。[8]
- 日期未知
  - 塞繆爾·布爾德（英语：Samuel Bold） - 是一名英國神職人員和爭辯論家 约翰·洛克的支持者。死於1737年。
  - 塞繆爾·約翰遜（英语：Samuel Johnson (pamphleteer)） -  輝格黨理論（英语：Whig resistance theory）死於1703年。

## 死亡
- 11月19日 - 卡斯帕爾·施彭（英语：Caspar Schoppe） – 他最著名的書《Grammatica philosophica》[9]，生於1576年。[9]
- 11月30日 - 朱塞佩·拉·那不勒斯·特拉帕尼（義大利語：Giuseppe La Napola da Trapani），義大利方济各会哲學家和神學家，生於1586年。